# 奈良工業高等專門學校
奈良工業高等專門學校（National Institute of Technology, Nara College）

## 簡介
奈良工業高等專門學校，日本國立高等專門學校之一。位于日本奈良县大和郡山市的国立高等专门学校。创设于1964年。
学校现设5个学科，分别为机械工程学、电气工程学、电子控制工程学、情报工程学、物质化学工程学。

## 教育組織

### 本科（副學士課程）
畢業後授予「准學士」學位，相當於副學士。
- 機械工学科 (M)
- 電氣工学科 (E)
- 電子制御工学科 (S)
- 情報工学科 (I)
- 物質化学工学科 (C)

### 專攻科 （學士課程）
修完专攻科者，通过审查，即可获得学士学位（与大学的学士学位同等）。
- 機械制御工学專攻 (機械・電子制御)
- 電子情報工学專攻 (電氣・情報)
- 化学工学專攻 (物質化学)[1]

## 周邊環境
- 奈良縣立大和民俗公園
- 大和郡山綜合公園
- 郡山城跡公園

## 外部連結
- 奈良工業高等專門學校 （页面存档备份，存于）

34°38′52.22″N 135°45′31.1″E / 34.6478389°N 135.758639°E